# 三不一限
三不一限（さんふいちげん）とは、文在寅政権下の大韓民国による中華人民共和国との約束。3不1限とも表記される。
「三不」は「THAAD追加配備不可」「アメリカ合衆国のミサイル防衛（MD）システム参加不可」「韓米日軍事同盟不可」、「一限」とは、2017年10月末に加わった「現有のTHAADシステムの使用に関しては、中国の戦略的安全性の利益を損なわないよう、制限を設けなくてはならない」というTHAAD運用制限を意味する。
文在寅政権は「韓国政府の立場表明に過ぎず、国家間の合意や約束ではない」と主張してきたが、2023年に虚偽の説明であったことが判明している。「主権を中国に明け渡した行為」、「中国に対する土下座外交（対中土下座外交）」とも言われる。

## 概要
北朝鮮のミサイル発射を受け、2016年7月8日に韓国国防省と在韓米軍が北朝鮮の核ミサイル迎撃のためにTHAADミサイルを在韓米軍に配備することを最終的に決定したと発表したことに対し、中国政府は「強烈な不満と断固とした反対」を示し、中国で限韓令と呼ばれる反韓政策が勃発し、韓中関係が急速に冷え込んだ。

### 三不
2017年10月、韓国政府は事態を鎮静化させるため、「アメリカのミサイル防衛（MD）システムに参加しない」「THAADミサイルを追加配備しない」「韓米同盟を韓米日三国同盟にしない」といういわゆる「三不（3つのノー）」を中国政府に誓約した。

### 三不一限
2017年10月末に韓国外相が訪中し、王毅外相と会談した。このときに中韓合意文書(三不)以外に、「現有のTHAADシステムの使用に関しては、中国の戦略的安全性の利益を損なわないよう、制限を設けなくてはならない」という「制限」を加わて合意した。

### 誓約後
限韓令を解除させるために韓国政府は中国政府に「三不（3つのノー）」を誓約したものの、『朝鮮日報』は、「三不（3つのノー）」を誓約してから2年が過ぎた2019年11月現在でも、産業、観光、公演、ゲームなどほぼ全ての分野で限韓令が続いており、実際は経済的報復をやめさせることができないばかりか、韓国の安全保障政策まで縛られるという異常な状態が続いていると指摘している。
中国が高圧的態度でこのような措置を取るのは、「大国（中国）は小国（韓国）をのぞき見してもかまわないが、小国は大国をのぞき見してはならない」という中華思想の発露という指摘があり、2017年に中国は、THAADの慶尚北道星州郡配備に先立ち、韓国に対して「小国が大国に対抗してもよいのか? 配備されれば断交水準の苦痛を覚悟すべきだろう」と韓国を脅している。韓国のTHAADの探知距離は800キロしかないが、日本の京都府と青森県に配備されているAN/TPY-2レーダーの探知距離は4000キロであり、中国の大部分を探知しており、中国は日本の京都府と青森県に配備されているAN/TPY-2レーダーが朝鮮半島を越えて、中国内陸部まで監視していることは、沈黙しながらも、韓国のTHAAD配備のみ強く反対し、限韓令を発動している。実際、2017年4月3日『人民日報』は「韓国のTHAAD配備が引き起こす混乱がおさまらない状態で日本まで続いている」としながらも、「日本のTHAAD配備は、韓国とは性質が違う」と報じており、『人民日報』のインタビューで中華人民共和国外交部傘下の外交学院の周永生教授は、「日本は自発的にTHAADを導入するものであり、実際に日本の自衛隊の軍事防衛能力を高めようとするもの」「日本のTHAADは防御のための盾」と述べており、韓国のTHAAD配備には強く反対し、限韓令を発動する一方で、日本のTHAAD配備は認めるというダブルスタンダードを取っている。
2019年12月3日に行われた青瓦台（韓国大統領府）国家安保室の会議で、「韓中間の従来の約束」と記載されていた。2020年7月31日の文在寅政権で国防部長官に報告された文書には「中国は両国が合意した3不1限を維持すべきとの立場」という文言が出てきている。2023年にはこれらが判明したことで文在寅政権は虚偽の説明をしており、実際には「3不1限」とは韓国政府が中国と国家間合意した公的なモノであったことを裏付けられた。

## 批判
中国政府への韓国政府の誓約に対して『朝鮮日報』は、「国の主権はもちろん、将来の軍事主権の侵害まで認めた国家的な恥さらし」「中国に安全保障の主権を差し出す衝撃的な譲歩」「自国の安全保障政策まで縛られるという異常な状態」「自らの手足を鎖で縛るような合意に応じる国は世界のどこにもない」「なぜ自分たちを守る武器の追加配備はしないなどと第三国と約束するのか。米国のMD参加や他国との軍事同盟もわれわれ自ら決めることであり、中国の許可を受けるべきいわれなどない」「この主権放棄だけは必ず撤回しなければならない」「中国から経済報復を受けることを恐れて極度に顔色をうかがっているのだ。中国が経済報復をすれば中国国内でも必ず損害が発生する。経済報復を恐れて主権を譲り渡してしまえば、次は屈従段階に入る」「習主席は米国のトランプ大統領に『韓半島は中国の一部だった』という妄言まで口にした。それが彼らの本心だ」と猛反発している。
文在寅大統領は中国に誓約した「三不（3つのノー）」の合意をレトリックではなく、実際に誠実に遵守・履行しており、「中国の走狗」の役割に忠実であるという評価があり、2017年9月の国連総会での韓国・アメリカ・日本の首脳らによる午餐の際、文在寅はトランプ大統領と安倍晋三首相の面前で「日本は我が国の同盟国でない」（＝韓・米・日の軍事同盟の不可）と宣言し、2017年11月11日に開始された原子力空母を3隻を投入した日本海での韓国軍と米軍による合同演習でも、中韓の合意である「三不（3つのノー）」の一つである「日米韓の安全保障協力を軍事同盟に発展させない」に基づき、日米韓3か国による演習は拒否して日米と米韓で共同訓練を分けることを決定した。
2017年12月13日、文在寅大統領は中国を国賓として公式訪問したが、同年に訪中したフィリピンのドゥテルテ大統領やアメリカのトランプ大統領への厚遇と比較して、冷遇されたと報じられた。2017年12月15日、北京大学で講演した文在寅大統領は、「韓国も小さな国ではありますが、その夢（中国の夢）を共にします」「中国の夢が中国のみの夢でなく、アジア、ひいては全人類が共に夢見るものとなることを望みます。韓国もその夢を共有するでしょう」と語り、中国を「大きな峰」と称え、韓国を「小さな国」と頻繁に強調したが、『朝鮮日報』は、中国政府からぞんざいに扱われ、意図的な冷たい仕打ちを受けているのに、自らを卑下していると批判しており、鈴置高史は「覇権主義を隠さなくなった中国におべっかを使ったのです」と評している。このような文在寅大統領の中国への「ごますり」にもかかわらず、2017年12月26日『ウォール・ストリート・ジャーナル』は、「2017年12月20日に中国政府が北京と山東省に限り部分的に解除した限韓令が復活している」と報じており、「これらの騒動は文大統領の訪中終了後に起きたものであり、外部からは同大統領の訪中効果を疑問視する見方も出ている」「両国関係には改善の兆しが見られるものの、構造的な矛盾はまだ解決されておらず、衝突はたびたび起きている」と報じている。
2023年には「三不一限」は大韓民国も中華人民共和国における「国家間の合意や約束」であったことが疑惑状態から事実であると確定した。朝鮮日報は、「韓国政府の立場表明に過ぎず、国家間の合意や約束ではない」と主権してきた文在寅政権の虚偽説明を批判した。そして、「三不」で中国へ約束したこと（THAAD追加配備や米国ミサイル防衛へ参加するか否かなど）は大韓民国の主権に属するものなのに、中国に差し出したことは売国行為であると糾弾した。そして、文在寅政権の行為に軍人や外交官まで加担していたため、「まさに惨憺たる思いだ。」と報道している。